# Tomisaku Kawasaki
En aquest nom japonès, el cognom és Kawasaki.
Tomisaku Kawasaki (japonès: 川崎 富作)  (Tòquio, 7 de febrer de 1925 - Tòquio i Tòquio, 5 de juny de 2020) va ser un pediatre japonès que va descriure per primera vegada la malaltia que ara es coneix com a malaltia de Kawasaki a la dècada de 1960. Juntament amb la cardiopatia reumàtica, la malaltia de Kawasaki es considera la principal causa de cardiopatia adquirida en nens a tot el món.

## Biografia
Primers anys i educació
Tomisaku Kawasaki va néixer l'1 de febrer de 1925 al districte d'Asakusa de Tòquio, com el petit de set fills. Estava "molt interessat en les plantes i els fruits, i va sorprendre saber com havia aparegut de sobte la pera del segle XX", però finalment va abandonar els plans d'estudiar botànica perquè la seva mare l'afavoria per ser metge. Va estudiar medicina a la Universitat de Chiba, on es va graduar el 1948.
Carrera
Kawasaki va realitzar el seu any de pràctiques mèdiques a Chiba i va decidir especialitzar-se en pediatria, per la seva afició als nens. La residència mèdica al Japó de la postguerra no estava remunerada i com que la seva família patia problemes econòmics, el seu assessor li va recomanar ocupar un lloc remunerat al Centre Mèdic de la Creu Roja del Japó a Hiroo, Tòquio. Més tard hi exerciria com a pediatre durant més de 40 anys.
Al cap de 10 anys d'investigació d' al·lèrgies a la llet i casos inusuals de paràsits hoste, va veure un nen de 4 anys que presentava una infinitat de signes clínics que més tard va anomenar "síndrome del gangli limfàtic mucocutani febril agut" (MCLS) el 1961. El 1962, va veure un segon pacient amb la mateixa constel·lació de símptomes. Després d'haver recollit una sèrie de set casos, els va presentar en una reunió de l'Associació Japonesa de Pediatria. Els revisors van rebutjar la seva presentació perquè no creien que fos una nova entitat de malaltia. L'oposició de diversos acadèmics al suposat descobriment de la nova malaltia va durar diversos anys. Només després d'haver recollit un total de 50 casos, el seu article de 44 pàgines es va publicar al Japanese Journal of Allergy el 1967. El document incloïa diagrames exhaustius dibuixats a mà de les erupcions de cada pacient i s'ha descrit com "un dels exemples més bells d'escriptura clínica descriptiva". Altres col·legues d'arreu del país aviat van informar casos similars.
No va ser fins al 1970, que el Ministeri de Salut i Benestar finalment va establir un comitè d'investigació sobre MCLS encapçalat pel Dr. Fumio Kosaki. Aquest comitè va dur a terme un estudi a nivell nacional sobre la malaltia, confirmant que es tractava d'una malaltia nova que s'adreçava específicament a les artèries de tot el cos. El 1973, un patòleg va descobrir la connexió amb una malaltia cardíaca quan va trobar que un nen amb malaltia de Kawasaki tenia trombosi de l'artèria coronària en una autòpsia. Kawasaki va dirigir el Comitè d'Investigació de Malalties de Kawasaki que va publicar les seves conclusions a la revista Pediatrics finalment el 1974; Se l'ha anomenat "part Sherlock Holmes i part Charles Dickens pel seu sentit del misteri i les seves vívides descripcions". Va ser la primera vegada que MCLS es publicava en anglès i va cridar l'atenció internacional sobre la malaltia.
Kawasaki es va retirar el 1990 i va establir el Centre de Recerca de Malalties de Kawasaki del Japó, que va dirigir com a director fins al 2019 i com a president honorari fins al 2020. Només el 1992, la malaltia de Kawasaki es va afegir oficialment al Nelson's Textbook of Pediatrics, un llibre de text líder en l'especialitat, consolidant el reconeixement internacional de la malaltia.
El 2007, Kawasaki va estimar que més de 200.000 casos de malaltia de Kawasaki havien estat diagnosticats al Japó des de les troballes del comitè d'investigació el 1970. El mateix Kawasaki mai es va referir a la malaltia pel seu nom homònim, però va admetre que el nom original era massa llarg.

## Vida personal i mort
Kawasaki estava casat amb la seva companya pediatra Reiko Kawasaki, que va morir el 2019. Va morir el 5 de juny de 2020 per causes naturals a l'edat de 95 anys. Li van sobreviure les seves dues filles i un fill. Després de la seva mort, es van publicar obituaris en homenatge a Kawasaki a revistes mèdiques de tot el món.

## Premis
- Premi Bering Kitasato, 1986[16]
- Premi de medicina Takeda[16]
- Premi Cultura Sanitària, 1987[16]
- Premi mèdic de l'Associació Mèdica del[16]
- Premi Asahi, 1989[16]
- Premi de l'Acadèmia del Japó, 1991[17]
- Premi Cultural de Tòquio, 1996
- Premi de la Societat Pediàtrica del Japó, 2006[5]
- En algun moment abans de 2007, va tenir una audiència personal amb l'Emperador i Emperadriu del Japó al Palau Imperial.[11]
- Honorat pel Govern Metropolità de Tòquio

## Publicacions
- Kawasaki, T.; Kosaki, F.; Okawa, S.; Shigematsu, I.; Yanagawa, H. Pediatrics, 54, 3, 1974, pàg. 271–276. ISSN: 0031-4005. PMID: 4153258.
- Kato, Shunichi; Kimura, Mikio; Tsuji, Kimiyoshi; Kusakawa, Sanji; Asai, Toshio (en anglès) Pediatrics, 61, 2, 01-02-1978, pàg. 252–255. ISSN: 0031-4005. PMID: 634680.
- Shigematsu, I; Shibata, S; Tamashiro, H; Kawasaki, T; Kusakawa, S Pediatrics, 64, 3, 9-1979, pàg. 386. PMID: 481984.
- Yanagawa, Hiroshi; Kawasaki, Tomisaku; Shigematsu, Itsuzo (en anglès) Pediatrics, 80, 1, 01-07-1987, pàg. 58–62. ISSN: 0031-4005. PMID: 3601519.
- Fujita, Yasuyuki; Nakamura, Yosikazu; Sakata, Kiyomi; Hara, Norihisa; Kobayashi, Masayo (en anglès) Pediatrics, 84, 4, 01-10-1989, pàg. 666–669. ISSN: 0031-4005. PMID: 2780128.
- Burns, Jane C.; Shike, Hiroko; Gordon, John B.; Malhotra, Alka; Schoenwetter, Melissa Journal of the American College of Cardiology, 28, 1, 7-1996, pàg. 253–257. DOI: 10.1016/0735-1097(96)00099-X. PMID: 8752822 [Consulta: free].